# La Stampa Sera
La Stampa Sera is eind september 2001 opgericht. Deze gratis avondkrant is een uitgave van La Stampa. Het telt 26 pagina’s en verschijnt vijf dagen per week. Het redactieteam van de krant is acht man sterk. De oplage bedraagt 200.000 exemplaren. De introductie van La Stampa Sera kwam er als antwoord op City, een ander gratis dagblad, dat niet alleen in Rome en Milaan, maar ook in Turijn, de thuishaven van La Stampa, verspreid werd.